# Ich und Du (2012)
Ich und Du ist ein italienischer Spielfilm von Bernardo Bertolucci aus dem Jahre 2012. In der kammerspielartigen Erzählung nach dem Roman Du und ich (2010) von Niccolò Ammaniti verbringen zwei junge Menschen einige Tage zusammen abgeschieden von der Gesellschaft. Dabei greift Bertolucci mehrere Motive aus seinen früheren Werken auf und lässt das Ende offen. Nach über dreißig Jahren war Ich und Du der erste Film, den Bertolucci wieder auf Italienisch gedreht hat.

## Handlung
Der 14-jährige Lorenzo, der bei seiner Mutter lebt und dessen Vater ausgezogen ist, steckt in der Pubertät. Der Einzelgänger trägt oft Kopfhörer und widersetzt sich der Mutter. Als das Skilager der Schulklasse ansteht, täuscht er der Mutter vor, teilzunehmen. Tatsächlich nistet er sich mit Proviant für sieben Tage und seinem Computer im Keller des Hauses ein. Der Raum ist verschmutzt, hat aber Licht und ein Waschbecken mit fließendem Wasser. Hier hört der Jugendliche Musik und liest Bücher. Die Ameisen, die er in einem Glaskasten beobachtet, sind seine einzige Gesellschaft. Die gefundene Ruhe wird jäh gestört, als seine 25-jährige Halbschwester Olivia auftaucht, die er kaum kennt. Sie hat gerade keine Bleibe und droht, sein Versteck auffliegen zu lassen, wenn er sie dort nicht duldet.
Seine Eltern haben vor Lorenzo verschwiegen, dass Olivia drogenabhängig ist. Sie hat die Absicht, von den Drogen wegzukommen; in einigen Tagen soll ein Freund sie abholen und auf einen Bauernhof bringen, wo sie sich um Pferde kümmern kann. Bald windet sie sich unter Entzugserscheinungen, denen Lorenzo anfänglich teilnahmslos gegenübersteht. Doch um ihr die Zeit erträglicher zu machen, bricht er nachts zum Pflegeheim auf, in dem seine Großmutter wohnt, und beschafft von dort Schlafmittel. Als er zurückkommt, sitzt bei Olivia Ferdinando, ein älterer Mann, mit dem sie früher eine Beziehung gehabt hat. Sie hat ihn angerufen, weil Lorenzo lange nicht zurückgekommen ist. Bevor Lorenzo ihn hinausdrängt, kauft er eine ihrer Fotoarbeiten und übergibt ihr dafür Geld. Die Halbgeschwister, die denselben Vater haben, entwickeln vertrauliche Gespräche. Lorenzo erfährt von Olivia, dass sie das Haus verlassen musste, weil sie seine Mutter mit einem Stein auf den Kopf geschlagen und schwer verletzt hatte. Und dass sie früher als Foto- und Videokünstlerin tätig war, dies jedoch aufgegeben hat, weil die Sucht sie unempfindlich gemacht hat. Ferdinando wäre bereit, sie wieder aufzunehmen, falls Olivia den Ausstieg aus der Sucht schafft. Lorenzo bittet Olivia, ihm zu versprechen, nie wieder Drogen zu nehmen; sie stimmt zu und nimmt ihm das Versprechen ab, sich künftig nicht mehr zu verstecken. Schon in der nächsten Nacht kauft sich Olivia ein Päckchen Drogen, das sie in die Zigarettenschachtel steckt, ohne es zu konsumieren. Am nächsten Morgen verlassen Lorenzo und Olivia den Keller, wobei er ihr nicht ahnend die Zigarettenschachtel, die sie liegengelassen hat, wieder zusteckt. Olivia begibt sich zum Treffen mit dem Freund, und Lorenzo gut gelaunt nach Hause.

## Hintergrund
Bernardo Bertolucci war aufgrund eines Rückenleidens neun Jahre nicht in der Lage, einen Film zu drehen. Die auf einen Ort konzentrierte Handlung der Romanvorlage kam ihm entgegen. Er erklärte, die Klaustrophobie des Kellers habe sich so in eine „Klaustrophilie“ verwandelt. In der dramaturgischen Grundsituation wie auch in einigen Details hallen seine früheren Werke nach, so die von der Straße in einen Raum zurückgezogenen Menschen (Der letzte Tango in Paris, 1972, und Die Träumer, 2003), oder in der Restaurant-Szene der verbale Inzest zwischen Mutter und Sohn (La Luna, 1979).
In einer Szene tanzen Lorenzo und Olivia umschlungen zu Ragazzo solo, ragazza sola von David Bowie, einer italienischen Fassung seines Lieds Space Oddity, das dem Abspann in der englischen Version unterlegt ist.
Ich und Du erlebte seine Uraufführung an den Filmfestspielen von Cannes 2012 außer Konkurrenz. Im folgenden Jahr war der Film in mehreren Kategorien für den Preis der italienischen Filmbranche, David di Donatello nominiert, darunter für den besten Film, die beste Regie, das beste Drehbuch und die beste Hauptdarstellerin.

## Kritik
Michael Ranze urteilte im Filmbulletin, der Film schaffe geschickt Spannung durch immer wieder neue Kadrierungen. Zudem erwähnte er „hervorragende Leistungen seiner beiden Hauptdarsteller – besonders der erst vierzehnjährige Jacopo Olmo Antinori überzeugt durch seine Direktheit und Natürlichkeit“. Antinori spiele „wunderbar verschroben und behutsam“, fand Stefan Volk vom Film-dienst. Die Erotik zwischen den Halbgeschwistern bleibe unterschwellig. Das sei „ein im besten Sinne aus der Zeit gefallener Film“, sprach von einem „kleinen, abseitigen cineastischen Meisterwerk“ mit atmosphärischem Zauber und „mit magischem Leuchten“.
Ranze meinte, die im Keller abgelegten, einst für wertvoll gehaltenen, nun vergessenen Gegenstände mögen für das Chaos des Landes stehen, „doch sicher ist das nicht, zumal die Italiener einen ganz eigenen, nicht nachahmbaren Umgang mit dem Chaos haben.“ Ähnlich deutete Volk, all das „Gerümpel und Tand formt einen allegorischen Rückzugsraum. Eine surreale Unterwelt, wenn man möchte, als Architektur des pubertären oder auch des kollektiv-italienischen Unterbewussten“.